# My Struggle II (The X-Files)
«My Struggle II» es el sexto y último episodio de la décima temporada de The X-Files, emitido originalmente el 15 de febrero de 2016 en la cadena Fox en Estados Unidos Fue escrito y dirigido por Chris Carter. 
El lema de este episodio es «This Is the End» (traducción literal al español: «Esto es el fin», aunque la traducción no-literal podría ser: «El fin del mundo»).

## Argumento
Seis semanas después de los acontecimientos de «My Struggle», Scully llega a la sede del FBI y después de ver un extracto del programa de noticias en línea de Tad O'Malley (que había sido restablecido poco después de haber sido cerrado) se da cuenta de que Mulder ha desaparecido. Mientras Scully informa a Skinner y Einstein de la ausencia de Mulder, Mulder intenta salir de Washington, visiblemente mal y magullado.
En Washington D. C., Scully recibe una llamada telefónica de O'Malley, que había llegado a la casa de Mulder para tener una pre-reunión con él, pero en lugar de eso descubrió que hubo signos de lucha. O'Malley explicó que sospechaba que ADN extraterrestre había sido inyectado en cada ciudadano estadounidense con el fin de facilitar el brote generalizado de una enfermedad, el «Virus Espartano». Diseñado para despojar a los seres humanos de su sistema inmunológico, este contagio rápidamente comienza a manifestarse en todo el país. Scully y Einstein observan un fuerte aumento de los pacientes ingresados en hospitales y centros de triaje.
Miller, mediante una aplicación de rastreo telefónico instalado en su computadora da con la ubicación del teléfono de Mulder, toma nota de su posición en Spartanburg (Carolina del Sur) y abandona Washington con el fin de seguirle la pista, mientras que Einstein cuestiona las teorías médicas de Scully. Scully, aceptando que las dudas de Einstein pueden ser correctas, recibe una llamada telefónica de la exagente Mónica Reyes (Annabeth Gish), pidiéndole que se encuentren y afirmando saber cómo desarrollar una vacuna contra el virus.
Durante su reunión, Reyes revela que, poco después del cierre de los expedientes X, fue contactada por el fumador, quién se encontraba gravemente herido y había sobrevivido a la confrontación en Nuevo México. El fumador ofrece a Scully y a Reyes un lugar entre los sobrevivientes designados para los últimos tiempos, a cambio de que Reyes sea su asistente en el esfuerzo por colonizar el mundo. Poco después Reyes se había apartado del FBI, y ya estaba ausente cuando Scully «miró hacia arriba» en 2016. Reyes también revela que ella ha pasado los últimos doce años siendo la asistente del fumador, pero con la intención de detener la invasión desde dentro del Sindicato.
Scully y Einstein intentan desarrollar una vacuna utilizando el ADN de Scully. Ella se da cuenta de que su ADN es una combinación de genomas extraterrestres (que permanecieron dentro de ella después de que fue abducida y sometida a diversas pruebas) y que las anomalías de ADN introducidas dentro de ella, a petición de Reyes, era lo que la estaba protegiendo de ser contagiada. Es la ausencia de ADN extraterrestre lo que hace que todos los demás sean susceptibles al contagio. Mulder, por su parte, se encuentra con el fumador, quien le ofrece la oportunidad de sobrevivir al brote. Él se niega y luego es encontrado por Miller, que lo lleva a Washington con la esperanza de encontrar una cura.
O'Malley le dice a la nación de que su amigo, un médico, le ha informado de la existencia de una vacuna.
Scully, luego de administrarle una vacuna a Einstein, se dirige a buscar a Mulder y Miller. Después de haberlos buscado en el Puente de la Calle 14 los encuentra y descubre que Mulder esta gravemente enfermo como para sobrevivir sin un trasplante de células madre. Miller investiga si será posible realizar el trasplante y Scully afirma que es William, su hijo, quien tendrá que donarle las células madre. Cuando Scully y Miller hablan sobre el pronóstico de Mulder, Mulder empieza a sucumbir por el virus que ha contraído. De repente, un rayo de luz brilla sobre Miller, Scully y Mulder, y un ovni en forma de triángulo lentamente desciende y se sitúa por encima de ellos.
El episodio termina con Scully mirando las luces de la nave espacial, que brilla directamente sobre ella y sus compañeros.

## Producción
El episodio fue dirigido por el creador de la serie Chris Carter, que escribió la adaptación para televisión. La doctora Anne Simon y la Dra. Margaret Fearon reciben créditos de la historia junto con Carter. Simon es la asesora científica de la serie y ha trabajado en la serie desde la primera temporada. El episodio cuenta con el regreso de Annabeth Gish como Mónica Reyes, cuya participación se anunció en agosto de 2015. El episodio también cuenta con las estrellas invitadas Joel McHale, Lauren Ambrose y Robbie Amell, todos ellos repitiendo sus papeles de episodios anteriores como personajes nuevos que se introdujeron en esta temporada. William B. Davis aparece como el fumador en un papel significativo, después de haber estado apareciendo en pequeños papeles secundarios en dos episodios anteriores a la décima temporada.
Durante el período de descanso del Super Bowl 50, Fox había mostrado brevemente la previsualización de las imágenes del episodio en su sitio web y en las redes sociales.
La escena final del episodio sobre el Puente de la Calle 14 fue filmada en un puente de Columbia Británica (Canadá) el 2 de septiembre de 2015, cerca de Rogers Arena. Los productores tuvieron que cerrar el puente al público con el fin de rodar la escena.

## Recepción
En su estreno inicial en los Estados Unidos el 22 de febrero de 2016, recibió 7,60 millones de televidentes, mostrando un ligero incremento comparado con la audiencia del episodio anterior de 7,07 millones.
«My Struggle II» recibió críticas generalmente negativas por parte de los críticos. En Rotten Tomatoes recibió un índice de aprobación del 32% y una puntuación media de 4,7/10. El consenso dice lo siguiente: «Podría decirse que a pesar de las nobles intenciones, “My Struggle II” sirve como conclusión decepcionante del descuido del tan esperado regreso de The X-Files–y un argumento dolorosamente convincente de que era mejor dejar el programa “allí afuera”».